# Tenthredo baetica
Tenthredo baetica is een vliesvleugelig insect uit de familie van de bladwespen (Tenthredinidae). De wetenschappelijke naam van de soort is voor het eerst geldig gepubliceerd in 1843 door Maximilian Spinola.
De soort werd in 1842 in Andalusië verzameld door de Italiaan Victor Ghiliani.